# Elattoneura pruinosa
Elattoneura pruinosa är en trollsländeart som först beskrevs av Selys 1886.  Elattoneura pruinosa ingår i släktet Elattoneura och familjen Protoneuridae. IUCN kategoriserar arten globalt som livskraftig. Inga underarter finns listade i Catalogue of Life.